# L'Anniversaire de David
Pour plus de détails, voir Fiche technique et Distribution.
L'Anniversaire de David (Il compleanno) est un film italien réalisé par Marco Filiberti, sorti en 2009.

## Synopsis
David, le fils de Diego et Shary, rejoint ses parents en vacances avec un autre couple, Matteo et Francesca. Une attirance mutuelle semble se développer entre David et Matteo.

## Fiche technique
- Titre : L'Anniversaire de David
- Titre original : Il compleanno
- Réalisation : Marco Filiberti
- Scénario : Davide De Bona, Marco Filiberti et Deborah Belford de Furia
- Musique : Andrea Chenna
- Photographie : Roberta Allegrini
- Montage : Valentina Girodo
- Production : Caroline Locardi et Agnes Trincal
- Société de production : Zen Zero
- Pays :  Italie
- Genre : Drame, romance
- Durée : 106 minutes
- Dates de sortie : 
  -  Italie : 8 septembre 2009 (Mostra de Venise), 28 mai 2010

## Distribution
- Alessandro Gassmann : Diego
- Maria de Medeiros : Francesca
- Massimo Poggio : Matteo
- Michela Cescon : Shary
- Christo Jivkov : Leonard
- Piera Degli Esposti : Giuliana
- Thyago Alves : David
- Eleonora Mazzoni : Flaminia
- Paolo Giovannucci : Massimo
- Maria Luisa De Crescenzo : Aurora
- Federica Sbrenna : Vanessa
- Marianna De Rossi : Chicca
- Daniele De Angelis : Orazio
- Marco Roscini : Lucio
- Marco Casu : Fabio
- Antimo Verrone : Giogiò
- Pilar Saavedra Perrotta : Isabelle
- Karen Ciaurro : Elena
- Anna Sarnholm : Isotta
- Andrea Napoleoni : Tristano
- Lynn Swanson : la guide touristique

## Distinctions
Le film a été en compétition pour le Queer Lion à la Mostra de Venise. Il a également été présenté en sélection officielle en compétition au festival international du film de São Paulo.